# Улица Старцева (Пермь)
Улица Старцева расположена в Перми, на территории Свердловского и Мотовилихинского районов.
Названа в 1965 году в честь Фёдор Григорьевич Старцева (1908—1943), участника Великой Отечественной войны, Героя Советского Союза. Ранее улица называлась Запорожской.

## История
Начинается в микрорайоне Садовый, заканчивается на границе микрорайонов Городские Горки и Южный.
В 1967 г. было закончено сооружение трамвайной линии от бульвара Гагарина, по ул. Старцева до вагоноремонтного завода.
В 2008 г. открыто движения по трёхкилометровому автомобильному переходу Чкалова — Старцева.
В 2010 году улица соединена автомобильным переходом с микрорайоном «Ива».
В 2021 году принято решение о соединении существующего автомобильного перехода с улицей Целинная в Мотовилихинском районе и улицей Строителей в Индустриальном районе.